# Worku Tesfamichael
Worku Tesfamichael est la première ministre du Tourisme d'Érythrée.
Elle a été nommée commissaire aux affaires des réfugiés en février 1997.